# Andrea Nicola
Andrea Nicola, noto come Nicola I (Torino, 30 novembre 1881 – Buenos Aires, 17 febbraio 1936), è stato un calciatore italiano.

## Biografia
Sportivo a tutto tondo, Nicola oltre che calciatore fu podista, lottatore di greco-romana e canottiere. Trasferitosi in Argentina divenne nel 1916 direttore del canottaggio presso il Club Canottieri Italiani.
Nicola risulta nella rosa dell'Audace Torino nella stagione del 1902, in cui gioca l'incontro perso per 6-0 contro la Juventus del 9 marzo, ottenendo il terzo posto del girone piemontese.